# Ifloga glomerata
Ifloga glomerata là một loài thực vật có hoa trong họ Cúc. Loài này được (Harv.) Schltr. mô tả khoa học đầu tiên năm 1899.